# Oskar Jäger
Oskar Jäger (Stoccarda, 1830 – Bonn, 1910) è stato uno storico tedesco.
Docente all'università di Bonn dal 1901, in pedagogia sostenne la via umanistica. È noto soprattutto per una sua biografia critica di John Wycliffe (1854).